# Melanomya nana

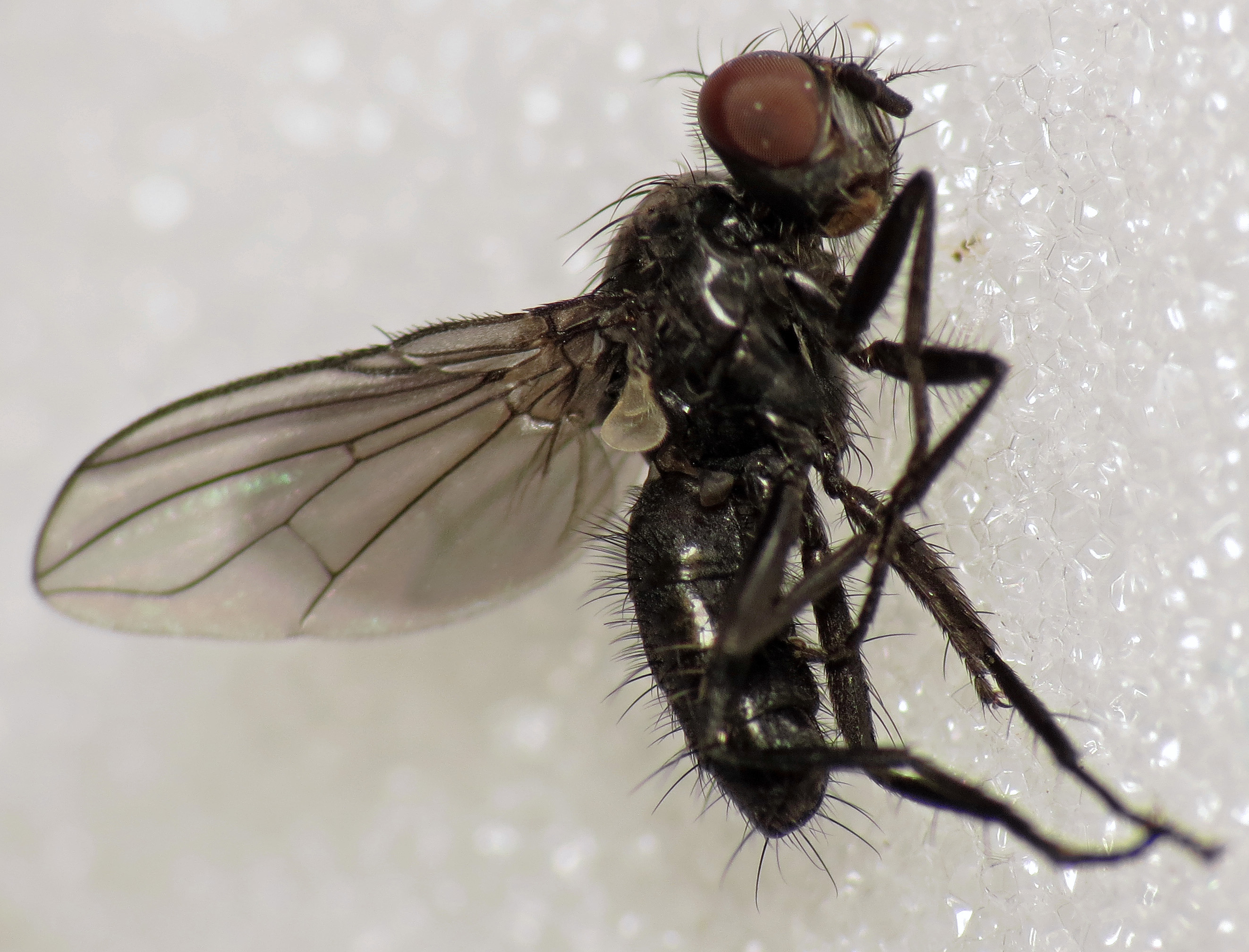
Seitenansicht

Melanomya nana ist eine Schmeißfliege aus der Unterfamilie Melanomyinae. Die Art wurde von Johann Wilhelm Meigen 1826 als Dexia nana erstbeschrieben.

## Merkmale
Die Fliegen sind 3–4,5 mm lang. Melanomya nana ist eine der kleinsten Calliphoridae-Arten in Mitteleuropa. Die schwarzen Fliegen weisen viele schwarze Borsten auf. Das Scutellum weist zwei Paar kräftige Randborsten auf. Die präalare Borste ist viel kräftiger als die hintere notopleurale Borste. Der Hinterleib ist schlank. Die Facettenaugen der Männchen kommen am Scheitel sehr nahe aneinander, während die der Weibchen weit voneinander getrennt sind. Das Gesicht unterhalb der Fühler ist weiß gefärbt. Die Flügel sind entlang der Vorderkante verdunkelt. Die Medianader M ist flach gekrümmt und trifft nahe der Flügelspitze beinahe auf die Radialader R.

## Verbreitung
Melanomya nana ist in der Paläarktis verbreitet. Die Art ist in Europa weit verbreitet. Das Vorkommen reicht im Norden nach Fennoskandinavien und auf die Britischen Inseln. Im Osten erstreckt sich das Verbreitungsgebiet bis in den Fernen Osten (China, Primorje).

## Lebensweise
Die Fliegen beobachtet man von Mai bis Anfang September. Sie besuchen die Blüten von Disteln und Doldenblütlern. Die Lebensweise der Art ist noch wenig erforscht. Es wird eine Assoziation mit Schnecken vermutet.